# Human Nature (canción de Michael Jackson)
«Human Nature» (en español: «Naturaleza humana») es una canción interpretada por el cantautor y músico estadounidense Michael Jackson, publicado como el quinto sencillo de su sexto álbum de estudio en solitario Thriller (1982). Fue escrita originalmente por el tecladista Steve Porcaro, basada en una conversación que tuvo con su hija después de un duro día en la escuela. Porcaro, junto con algunos de sus compañeros de banda de Toto, habían estado colaborando con la producción de Thriller, pero no tenía la intención de que la canción fuera utilizada por Jackson. Sin embargo, el productor de Thriller, Quincy Jones, escuchó accidentalmente una maqueta de la canción y pensó que sería una gran opción para el álbum. Jones luego trajo al compositor John Bettis para reescribir los versos, cuyas letras son sobre un transeúnte en la ciudad de Nueva York. La canción fue producida por Jones e interpretada por miembros de Toto con Michael Jackson como vocalista.
«Human Nature» fue lanzada el 6 de junio de 1983, como el quinto sencillo del álbum. Aunque no fue lanzada en el Reino Unido, la canción se convirtió en el quinto mejor éxito de Jackson con Thriller en los Estados Unidos, alcanzando el puesto número dos en el Hot Adult Contemporary de Billboard y el número siete en el Hot 100. En Canadá y Holanda el sencillo alcanzó el puesto número 11. La canción obtuvo críticas positivas de los críticos musicales. “Human Nature” ha sido versionada y sampleada por numerosos artistas, entre ellos Stevie Wonder, Vijay Iyer, John Mayer, Miles Davis, SWV, ELEW, Nas, 2Cellos, Bence Peter, Jason Nevins, Danny Chan, David Mead, Chris Brown y Jason Derulo.

## Producción
"Human Nature" fue escrita y compuesta por Steve Porcaro de Toto y John Bettis para el álbum de Michael Jackson Thriller. Inicialmente, Porcaro había escrito la canción después de que su hija de primer grado regresara a casa llorando porque un chico la empujó de un tobogán. Para consolar a su hija, él le dio tres razones de por qué el incidente había ocurrido: una, al niño le gustaba, dos, la gente puede ser extraña y tres, es la naturaleza humana. Durante la producción del disco Thriller, Porcaro, le envió el productor Quincy Jones una cinta con dos canciones de David Paich, su compañero de Toto, sin advertir que en el lado B de la cinta estaba la demo de "Human Nature". Jones escuchó las canciones y no creyó que fueran para el álbum, pero la cinta siguió corriendo, y al finalizar el lado A, comenzó a sonar el demo de "Human Nature". Jones explicó: "De repente, al final de todo ese silencio, se escuchó: '¿por qué, por qué, dah dah da-dum dah dah, por qué, por qué.' Sólo una lírica ficticia y una cosa muy esquelética. Tengo la piel de gallina hablando de ella, dije: 'Aquí es donde queremos ir, porque tiene un sabor tan maravilloso' ". Sin embargo, Jones estaba insatisfecho con las letras originales y así Bettis, que había escrito letras para los éxitos de The Carpenters y The Pointer Sisters, entre otros, se le pidió que añadiera letras de la canción. Completó la canción en dos días. El productor preguntó si la canción podría incluirse en el álbum de Jackson, al que Porcaro y Bettis acordaron. "Human Nature" fue la última canción seleccionada para Thriller, eliminando "Carousel" de la lista final.

## Lanzamiento y recepción
"Human Nature" fue lanzado el 30 de mayo de 1983, como el quinto sencillo de Thriller. Aunque no fue lanzado en el Reino Unido, la canción alcanzó el éxito en las listas de los EE. UU. Llegó al número dos en el Hot Adult contemporary del Billboard y el número siete en el Billboard Hot 100. La canción se convirtió en el quinto golpe del top 10 de Jackson con Thriller. "Human Nature" figura en el número 27 en la lista de singles de R & B. En los Países Bajos el sencillo alcanzó el número 11 al igual que en el Canadian Hot 100. Además, también en Canadá, "Human Nature" llegó a puesto número uno en el Canadian Adult Contemporary.
John Rockwell, de The New York Times, declaró que "Human Nature" era una "balada obsesiva y engreída" con un coro "irresistible". Allmusic señaló que la "naturaleza humana", suave y encantadora, coexistió cómodamente con la "dura, asustada" "Beat It". Más tarde añadieron que la canción era un "rockero suave". Reflexionando sobre el álbum Thriller, Slant expresó su afición por la canción "Human Nature", afirmando que era "probablemente la mejor composición musical del álbum y seguramente una de las únicas baladas de A / C de su época que merece la pena recordar". La revista añadió que las "armonías de mantequilla" de la pista eran poderosas. Stylus también elogió la canción, describiéndola como "la más suave de las baladas". Además, añadió que la música "hace poco para encarnar el mensaje de la canción" y que se mezcla con la "voz esmaltada" de Jackson en "sintetizadores de burbujas y almohadas de tambor".
Bill Lamb de About.com volvió a mirar la pista 25 años después de su lanzamiento. Él sentía que la canción "fijó un modelo para lo que se conocería como R & B adulto." En una revisión del IGN de 2008, Todd Gilchrist explicó que los elementos de "Human Nature" funcionaban mejor hoy que antes. Añadió que puede ser porque el moderno R & B "chupa". Tom Ewing, revisor de Pitchfork Media, describió la canción como "tierna", con MTV añadiendo que era una "balada airosa". Rolling Stone afirmó que el "más bellamente frágil" "Human Nature" era tan abierto y valiente que hizo que "She's Out of My Life" pareciera falso. Los Angeles Times concluyó que fue la entrega de Jackson la que hizo que la "balada mediana" despegara.

## Actuaciones en vivo
La canción primero fue realizada durante el Victory Tour de The Jacksons. Michael comenzó a cantar "Ben", pero se detuvo y procedió a cantar "Human Nature". También se realizó durante el Bad World Tour de Michael y el Dangerous World Tour. Jackson también interpretó la canción en vivo durante su concierto de Royal Brunéi en 1996. Se iba a realizar para los conciertos de This Is It de Jackson, pero fueron cancelados debido a su muerte, sin embargo fue incluido en el álbum póstumo para coincidir con los conciertos. Las versiones en vivo de la canción están disponibles en los DVD "Live In Wembley 16 de julio de 1988" y "Live in Bucharest: The Dangerous Tour".
Además, el canal oficial de Michael Jackson VEVO de Youtube, publicó la actuación en vivo de "Human Nature" que llevó a cabo el cantante en su concierto del 16 de julio de 1988 en el Estadio de Wembley ante cerca de 75.000 personas, entre ellas Diana de Gales y Carlos de Gales.